# Eugène Schneider
Joseph Eugène Schneider (Bidestroff, 29 marzo 1805 – Parigi, 27 novembre 1875) è stato un imprenditore e politico francese.

## Biografia
Figlio di Antoine  Schneider (1759-1828) e di Anne-Catherine Durand, fratello minore di Adolphe Schneider e cugino del generale Antoine Virgile Schneider, s'impiegò in una casa di commercio di Reims e poi nella banca Seillière. A ventun'anni era direttore delle fonderie di Bazeilles, mentre seguiva i corsi del Conservatoire des arts et métiers.
Dopo che, nel 1833, il fratello Adolphe divenne direttore delle industrie di Le Creusot, Eugène Schneider fu suo socio nella società Schneider et Cie. Sposata nel 1837 Clémence Lemoine des Mares, figlia di un ricco banchiere, a seguito della morte del fratello nel 1845 rimase unico direttore del Creusot, fu eletto al suo posto consigliere generale del Cantone di Couches e Montcenis, e poi, il 13 settembre, fu deputato del collegio di Saône-et-Loire.
Rieletto deputato il 1º agosto 1846, sostenne la politica conservatrice di Guizot. Nel 1851 fu nominato ministro dell'Agricoltura e del Commercio. Dal 1854 fu nel consiglio della Banca di Francia, nel 1864 divenne presidente della banca Société générale, presidente del comitato dei dieci maggiori gruppi metallurgici francesi e fu sindaco di Creusot dal 1866 al 1870. Gran croce della Legion d’onore, durante il Secondo Impero fu sempre rieletto deputato e presiedette la Camera. 
La caduta di Napoleone III segnò la fine della sua carriera politica. Il 4 settembre 1870 fu cacciato dall'Assemblea dalla folla di dimostranti che aveva invaso l'aula reclamando la fine dell'Impero e l'instaurazione della Repubblica. Paralizzato da un colpo apoplettico nel 1874, morì l'anno seguente e fu sepolto nella tomba di famiglia della chiesa di Saint-Charles a Creusot.